# بوفوتاتسوانا
بوفوتاتسوانا (انگلیسی: Bophuthatswana) یکی از چهار بانتوستان آفریقای جنوبی که در سال ۱۹۷۷ توسط رژیم آپارتاید آفریقای جنوبی اسما اعلان استقلال نمود.